# 리볼버 릴리
《리볼버 릴리》(リボルバー・リリー, Revolver Lily)는 일본에서 제작된 유키사다 이사오 감독의 2023년 액션 영화이다. 아야세 하루카 등이 주연으로 출연하였다.

## 출연

### 주연
- 아야세 하루카 : 오조네 유리 역
- 하세가와 히로키 : 이와미 요시아키 역

### 조연
- 하무라 진세이 : 호소미 신타 역
- 시시도 카프카 : 나카 역
- 후루카와 코토네 : 코토코 역
- 시미즈 히로야 : 미나미 역
- 제시 : 츠야마 요셉 키요치카 역
- 사토 지로 : 히라오카 역
- 후키코시 미츠루 : 우에무라 역
- 우치다 아사히 : 미시마 역
- 이타오 이츠지 : 오자와 역
- 하시즈메 이사오 : 다쓰키치 역
- 이시바시 렌지 : 쓰쓰이 구니마쓰 역
- 아베 사다오 : 야마모토 이소로쿠 역
- 노무라 만사이 : 다키타 역
- 토요카와 에츠시 : 호소미 킨야 역

## 기타
- 제28회 부산국제영화제 오픈 시네마 부분으로 공식 초청받았다.